# Ernst Alexanderson

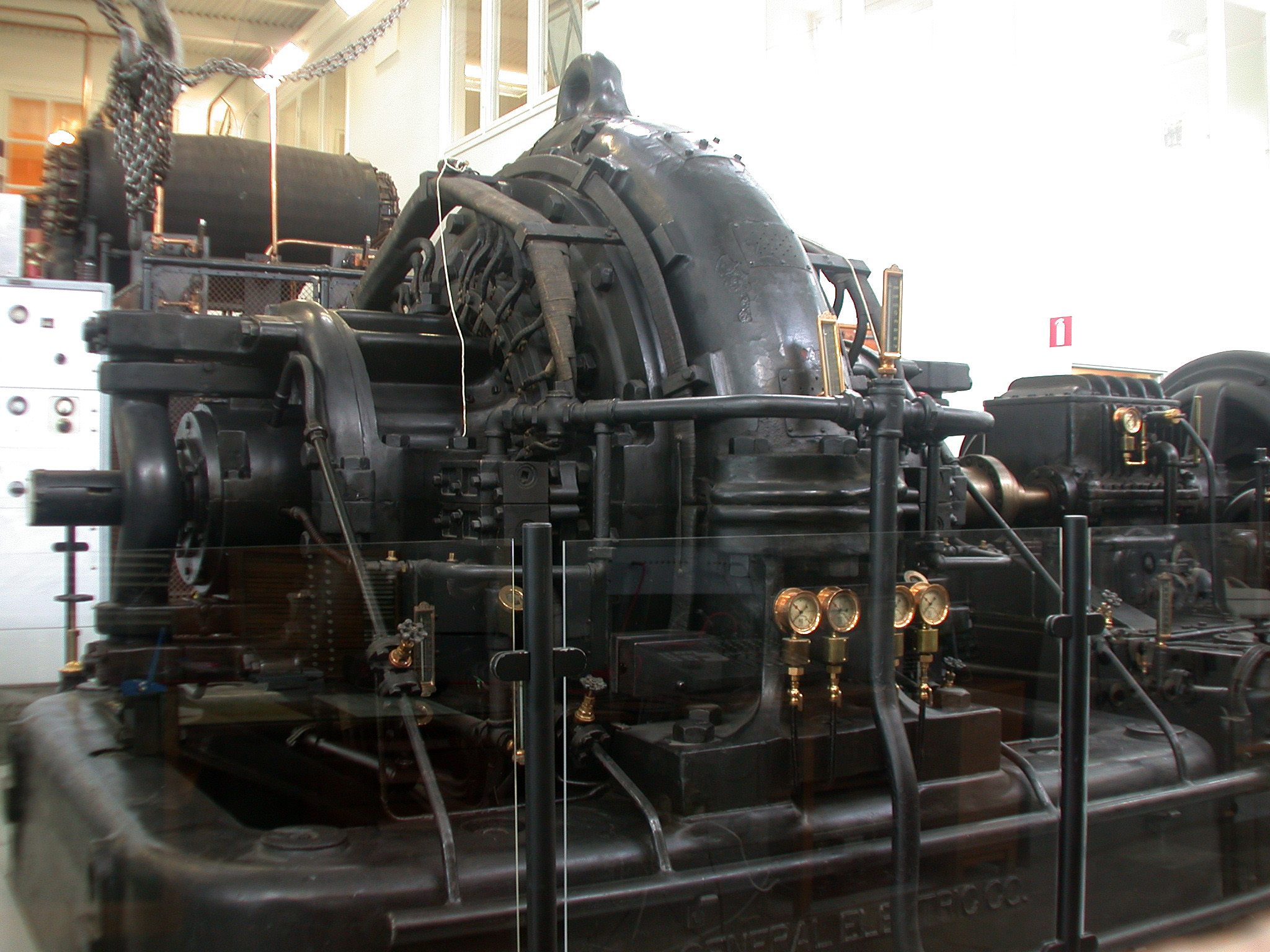
Alternator Alexandersona w Grimeton

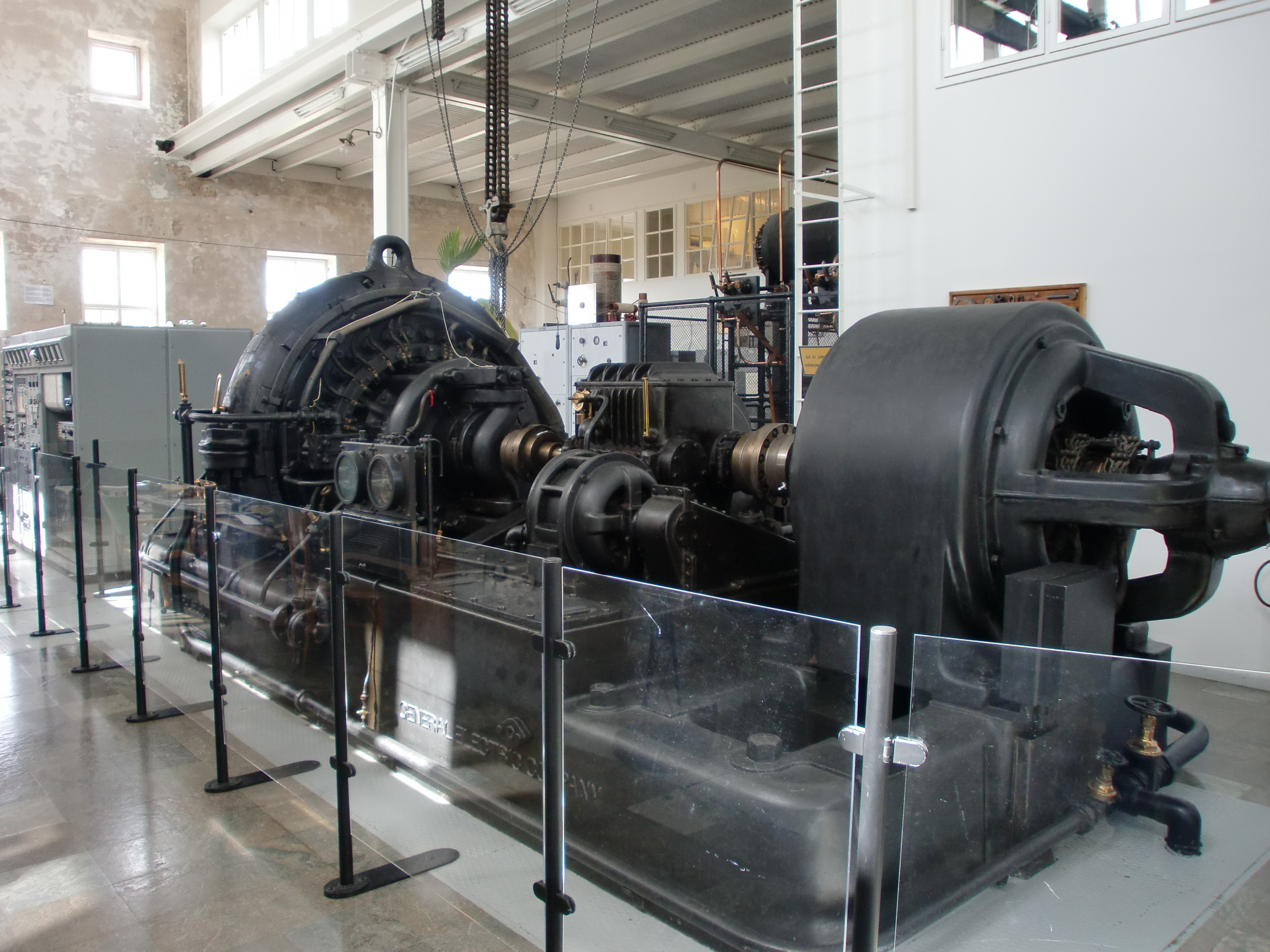
Alternator Alexandersona w Grimeton

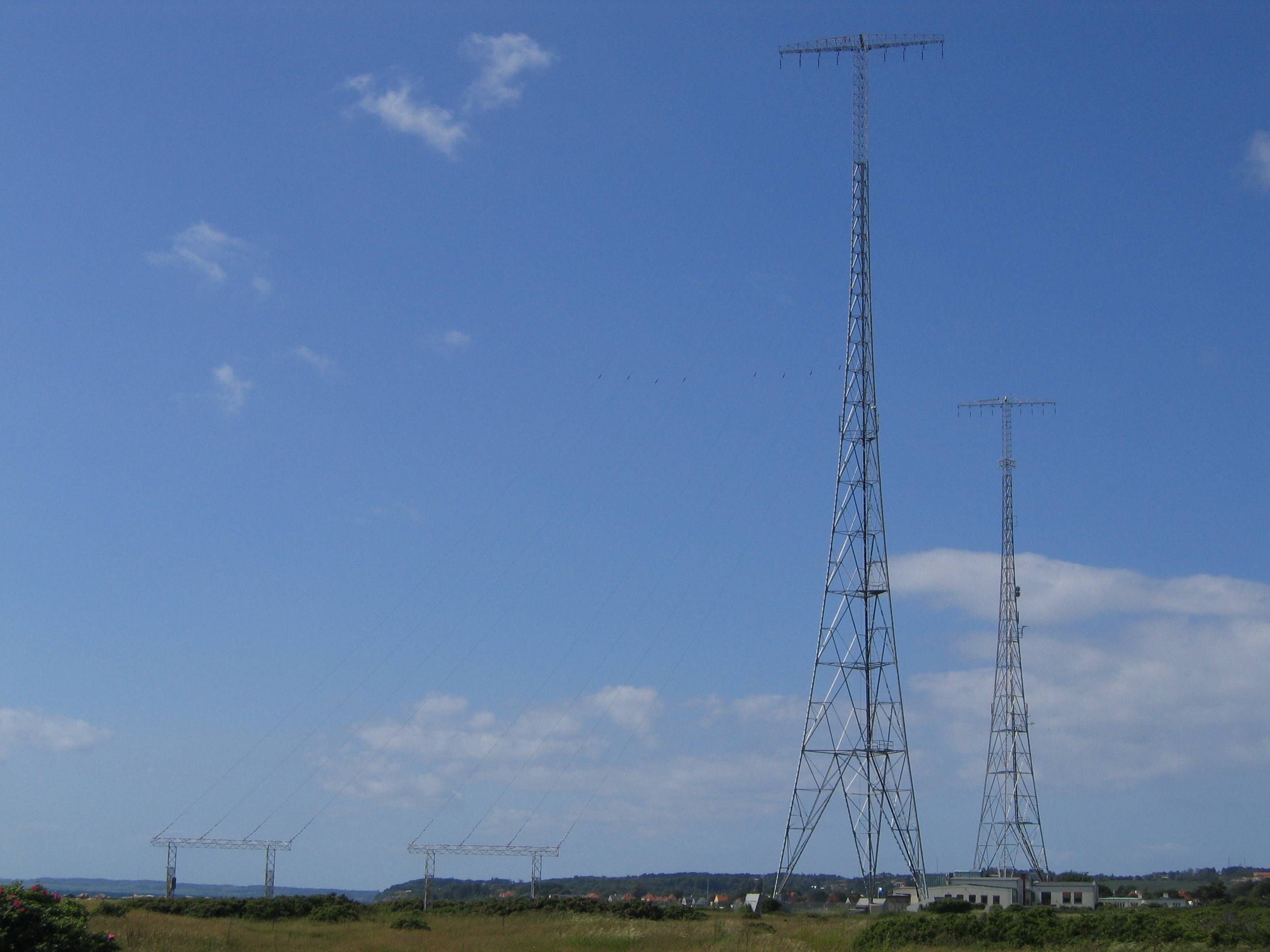
Antena systemu Alexandersona nadajnika długofalowego w Kalundborgu (Dania)

Ernst Fredrik Werner Alexanderson (ur. 25 stycznia 1878 w Uppsali, zm. 14 maja 1975 w Schenectady) – szwedzki i amerykański inżynier, konstruktor i wynalazca. Jeden z pionierów radia i telewizji. Otrzymał około 340 patentów, niektóre z nich miały bardzo duże znaczenie dla rozwoju techniki.

## Życie i działalność

### Wczesne lata
Ernst urodził się 25 stycznia 1878 r. w Uppsali (Szwecja), jego ojciec Aron Martia Alexanderson był profesorem filologii klasycznej, matka Amelie należała do arystokratycznej rodziny von Heidenstam z tradycjami wojskowymi. Początkowo Alexandersona uczył prywatny nauczyciel, później uczęszczał do katolickiej szkoły w Lund. Po jej ukończeniu rozpoczął studia na Uniwersytecie w Lund. Od najmłodszych lat wykazywał on zainteresowanie nauką, więc ostatecznie został wysłany do Królewskiego Instytutu Technicznego w Sztokholmie, gdzie studiował inżynierię, którą ukończył w 1900 r. Po jej ukończeniu wyjechał do Niemiec, gdzie w szkole technicznej: Königliche Technische Hochschule w Charlottenburg (Niemcy) kontynuował studia na kierunku zaawansowanej inżynierii elektrycznej. Tutaj po raz pierwszy Alexanderson zapoznał się ze współczesnymi pracami w zakresie elektromagnetyki i komunikacji bezprzewodowej. Do jego nauczycieli należał Adolf Slaby. Poznał tam teorię prądów zmiennych Charlesa Steinmetza, co skłoniło go do zajęcia się tą tematyką.

### W General Electric
W 1901 r. Alexanderson przeniósł się do USA i podjął pracę w firmie C&C Electric Company w Garwood. Kilka miesięcy później przeszedł do General Electric Company (GE), z którą pozostał związany do końca swojej kariery zawodowej. Od 1904 r. pracował w dziale konstrukcyjnym i otrzymał patent na alternator samowzbudny. Następnie pracował nad napędem elektrycznym w kolejnictwie. Zaprojektował napęd pancernika USS New Mexico (BB-40), który w 1918 r. przeszedł próby morskie.

### Alternator wielkiej częstotliwości
Prace nad częstotliwościami radiowymi Alexanderson prowadził równolegle na uboczu swoich prac dotyczących urządzeń elektrycznych dużej mocy. W 1904 r. został poproszony o skonstruowanie prądnicy wielkiej częstotliwości dla klienta GE R.A. Fessendena, pioniera radiokomunikacji. Powstała prądnica, której Fessenden użył do transmisji głosu i muzyki w Brant Rock w grudniu 1906 r. Alexanderson wprowadzał ulepszenia, jego kolejne prądnice generowały do 2 kW mocy przy częstotliwościach do 100 kHz. GE sprzedawał je głównie na uniwersytety, gdzie służyły do badań nad prądami wysokiej częstotliwości. Sam Alexanderson również przeprowadzał badania: nad oddziaływaniem fizjologicznym prądów wielkiej częstotliwości, właściwościami magnetycznymi i dielektrycznymi materiałów w funkcji częstotliwości.

### Rozkwit działalności
W maju 1915 r. Guglielmo Marconi złożył wizytę w zakładach GE w Schenectady i zobaczył próby prądnic Alexandersona. Postanowił wyposażyć swoje stacje telegraficzne w tego typu urządzenia. Pierwszy alternator dla Marconiego o mocy 50 kW został zainstalowany na stacji w New Brunswick w 1917 r., do instalacji dalszych nie doszło, a gdy USA wypowiedziało wojnę Niemcom nadzór nad stacją został przejęty przez US Navy. W 1918 r. zainstalowano tam alternator o mocy 200 kW. Został on wykorzystany do nadania przez prezydenta USA Woodrow Wilsona ultimatum dla Niemiec. Wielka prądnica ważyła 30 ton i była w stanie generować częstotliwości od 10 do 30 kHz. W skład systemu wchodził jeszcze wzmacniacz magnetyczny i specjalnej konstrukcji antena. Odbiornik zawierał wielostopniowy wzmacniacz na lampach elektronowych i był umieszczony na oddzielnej stacji. Większa część systemu była skonstruowana przez Alexandersona i chroniona jego patentami.
Sukces skłonił kierownictwo GE do założenia (z niemałym wsparciem rządowym) nowego przedsiębiorstwa RCA, którego celem była instalacja i prowadzenie radiowych stacji nadawczych. Centrum przedsiębiorstwa stanowiła stacja na Long Island. Rozpoczęto instalację prądnic Alexanderson w wielu krajach: w Szwecji, Polsce, Anglii i na Hawajach. Po kilkunastu latach zostały one wyparte przez lampy elektronowe, które w międzyczasie osiągnęły taki stan zaawansowania, że nadawały się również do budowy nadajników dużej mocy. Alexanderson przez pewien czas był zatrudniony przez obie firmy, GE i RCA.

### Fale krótkie i telewizja
Przy końcu lat 20. XX wieku Ernst Alexanderson rozpoczął systematyczne badania nad propagacją fal krótkich i antenami kierunkowymi. Jego zespół opracował urządzenia do radiowego przekazywania obrazów, które wyewoluowały w mechaniczno-elektryczny system telewizyjny. W 1927 r. zainstalował w swoim domu odbiornik telewizyjny, w następnym roku GE wyemitował sztukę teatralną używając dwóch kanałów krótkofalowych do emisji obrazu i jednego do dźwięku. Alexanderson przeprowadzał cieszące się dużym powodzeniem publiczne wykłady połączone z demonstracjami telewizji.
Innym projektem Alexandersona jest radiowysokościomierz do celów lotniczych. Testy tego urządzenia przeprowadzono w 1928 r. W latach 30. XX wieku Alexanderson opracowywał aplikacje dla tyratronów, w tym układy sterowania silników, mechanizmy automatyki maszyn i dział okrętowych. Pracował nad konwerterami dużej mocy dla długodystansowego przesyłania energii elektrycznej. W 1937 r. opracował amplidynę – wzmacniacz elektromechaniczny.
W czasie II wojny światowej pracował nad zagadnieniami związanymi z artyleryjskimi systemami przeciwlotniczymi sterowanymi radarem. Jego prace dotyczyły komputerów analogowych, amplidyn i selsynów.

### Późny okres
W 1948 r. Alexanderson, w wieku 70 lat odszedł z GE na emeryturę, ale jeszcze przez kilka lat był konsultantem firmy i prowadził prace konstruktorskie. Poczynając od 1951 interesował się zastosowaniem tranzystorów do celów sterowania. Jego ostatni artykuł w prasie technicznej “Control Applications of the Transistor,” ukazał się w „Proceedings of the IRE” w roku 1952. Gdy wynaleziono tyrystory zainteresował się ich zastosowaniem do sterowania silników, w roli, którą dotychczas pełniły tyratrony. Ostatni patent na ten temat przyznano mu w roku 1973.
Alexanderson zmarł 14 maja 1975 r. w wieku 97 lat w Schenectady, gdzie mieszkał i pracował przez większość swego życia.

## Życie rodzinne
Ernst Alexanderson był żonaty trzy razy. Po raz pierwszy w 1909 z Edith B. Lewin, która zmarła w 1912. Powtórnie ożenił się w 1914 z Gertrudą Robart, która zmarła 1948. W 1949 ożenił się po raz trzeci z Thyrą Oxehufwud. Z pierwszych dwóch małżeństw posiadał czworo dzieci.

## Nagrody
- W 1919 Institute of Radio Engineers (IRE) nagrodziła Andersona swoim prestiżowym Medal of Honour za pionierskie osiągnięcia w dziedzinie długodystansowej radiokomunikacji, wraz z konstrukcją alternatora wysokiej częstotliwości noszącego jego imię, wzmacnia magnetycznego umożliwiającego skuteczną modulację sygnału tego alternatora i lampowego wzmacniacza kaskadowego wielkiej częstotliwości, umożliwiającego wielkie wzmocnienie.
- W 1944 otrzymał Medal Edisona American Institute of Electrical Engineers (AIEE) za wyjątkowe wynalazki i osiągnięcia w dziedzinach radia, transportu i energetyki, zostając jednym z nielicznych inżynierów, którzy otrzymali obydwa prestiżowe wyróżnienia.
- W 1934 został członkiem szwedzkiej Królewskiej Akademii Nauk. Doktoraty honoris causa otrzymał z Union College w Schenectady, Uniwersytetu w Uppsali, KTH w Sztokholmie.
- W 1925 został odznaczony Orderem Odrodzenia Polski i szwedzkim Orderem Gwiazdy Polarnej.